# Stafet (film)
Stafet er en dansk kortfilm fra 2005 instrueret af Morten Jørgensen efter manuskript af Michael Monberg.

## Handling
Hvad er det lige, der er så vigtigt at få sagt? "Det kan godt være, jeg går rundt og klør mig i numsen - men jeg har faktisk eksem".